# Brassia arcuigera
Brassia arcuigera es una especie de orquídea epífita raramente de hábito terrestre originaria de Sudamérica.

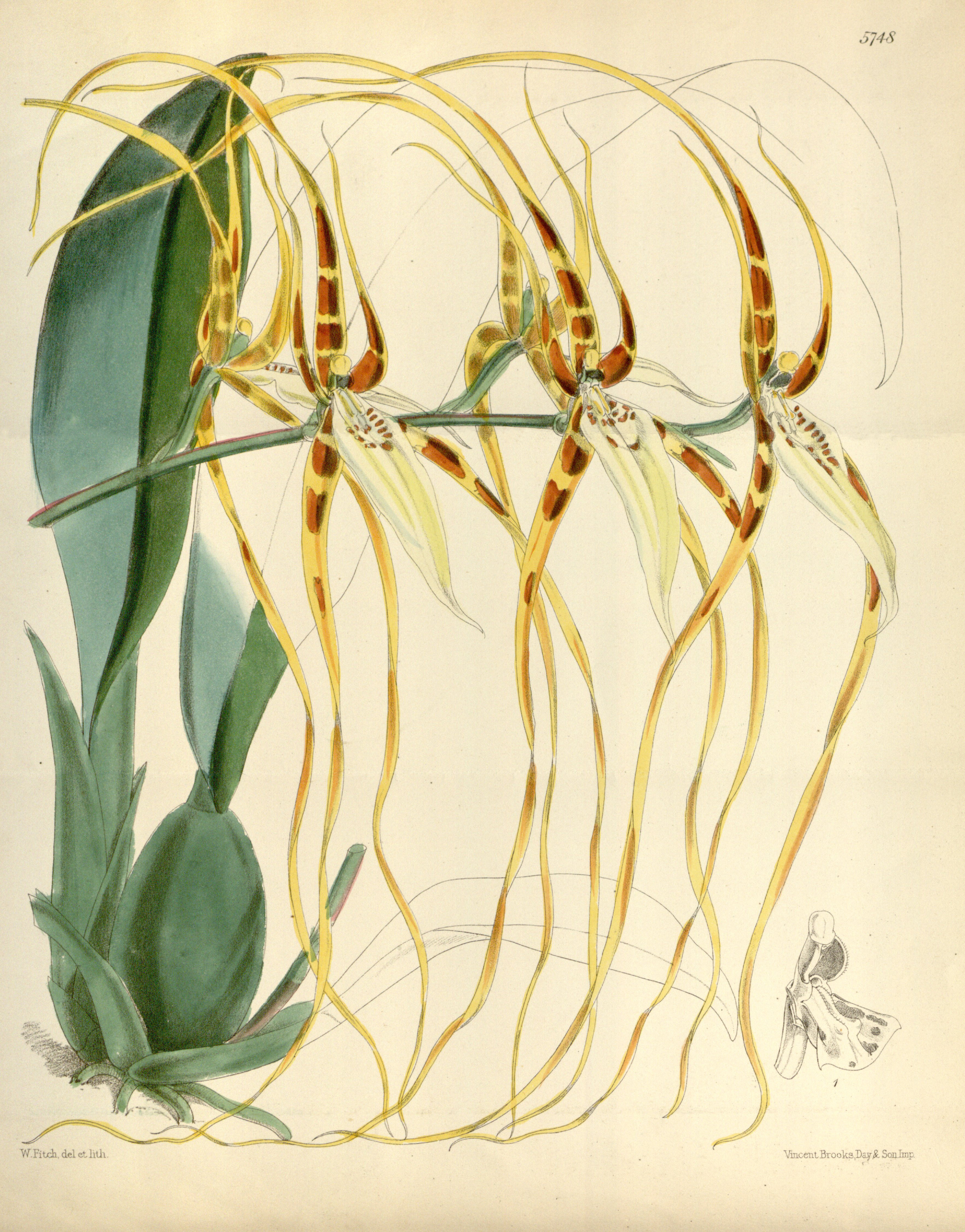
Ilustración

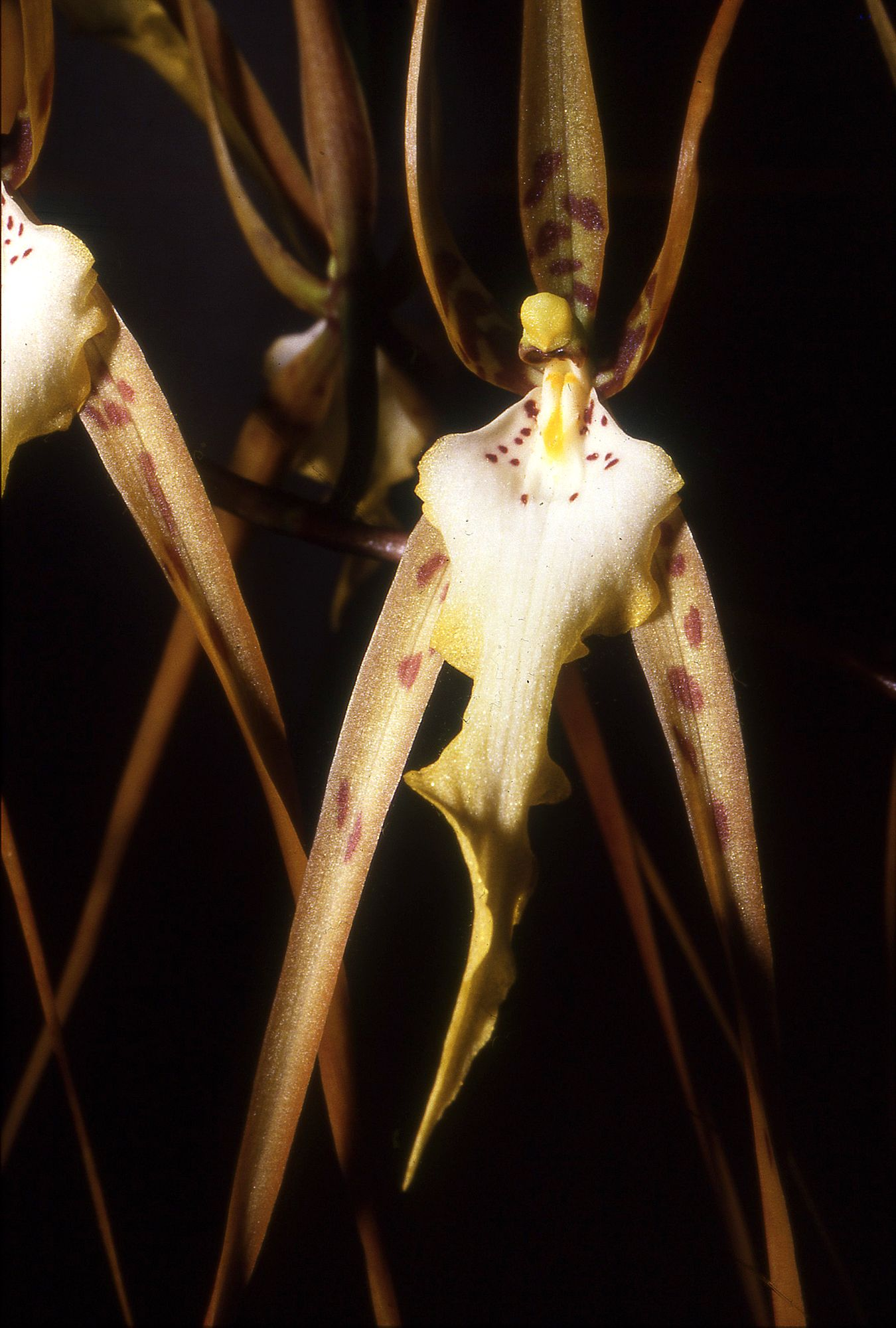
Flor

## Características
Es una especie de gran tamaño, que prefiere el clima caliente a frío, epífita, raramente terrestre, en taludes, tiene pseudobulbo oblongo-elíptico, muy comprimido lateralmente con los bordes filosos, subtendido por 1 a 2 vainas foliáceas articulares, subcoriáceas, elípticas, que son hojas conduplicadas en la base y que florece en la primavera sobre una inflorescencia basal, lateral a pendular, bracteada de 60 cm de largo, con varias a muchas [6 a 15] flores que se producen de un maduro pseudobulbo, tiene fragantes flores de 22.5 cm de longitud. Esta especie tiene flores extremadamente variables, incluso en la misma inflorescencia y se distingue principalmente por la sola hoja apical y la nitidez de los bordes sobre el aplanado pseudobulbo.

## Distribución y hábitat
Se encuentra desde Nicaragua, Costa Rica, Panamá, Venezuela, Colombia, Ecuador y Perú en ambos lados de los Andes en los bosques pluviales premontano sobre los árboles cubiertos de musgo a una altitud de 200 a 1500 m s. n. m.

## Taxonomía
Brassia arcuigera fue descrita por Heinrich Gustav Reichenbach y publicado en The Gardeners' Chronicle & Agricultural Gazette 388. 1869.
Etimología
Brassia (abreviado Brs.): nombre genérico que fue otorgado en honor de William Brass, un ilustrador de botánica del siglo XIX.

arcuigera: epíteto latín que significa "con forma de arco".
Sinónimos
- Brassia antherotes Rchb.f. 1879;
- Brassia rhizomatosa Garay & Dunst. 1965
- Brassia lawrenceana var. longissima Rchb.f. (1869)
- Brassia hinksoniana H.G. Jones (1974)
- Brassia longissima (Rchb.f.) Nash (1914)[2][3][4]